# 天主教盧伊扎教區
天主教盧伊扎教區（拉丁語：Dioecesis Ludovicana）是剛果民主共和國一個羅馬天主教教區，為卡南加總教區的附屬教區。
教區成立於1967年9月26日，位於該國中南部西開賽省東南部和東開賽省南部。2003年有教友847,850人（佔轄區總人口56.5%）、三十個堂區、七十一名司鐸。現任教區主教為費利西安·姆瓦納馬·加倫布盧拉。